# Industrie pétrolière

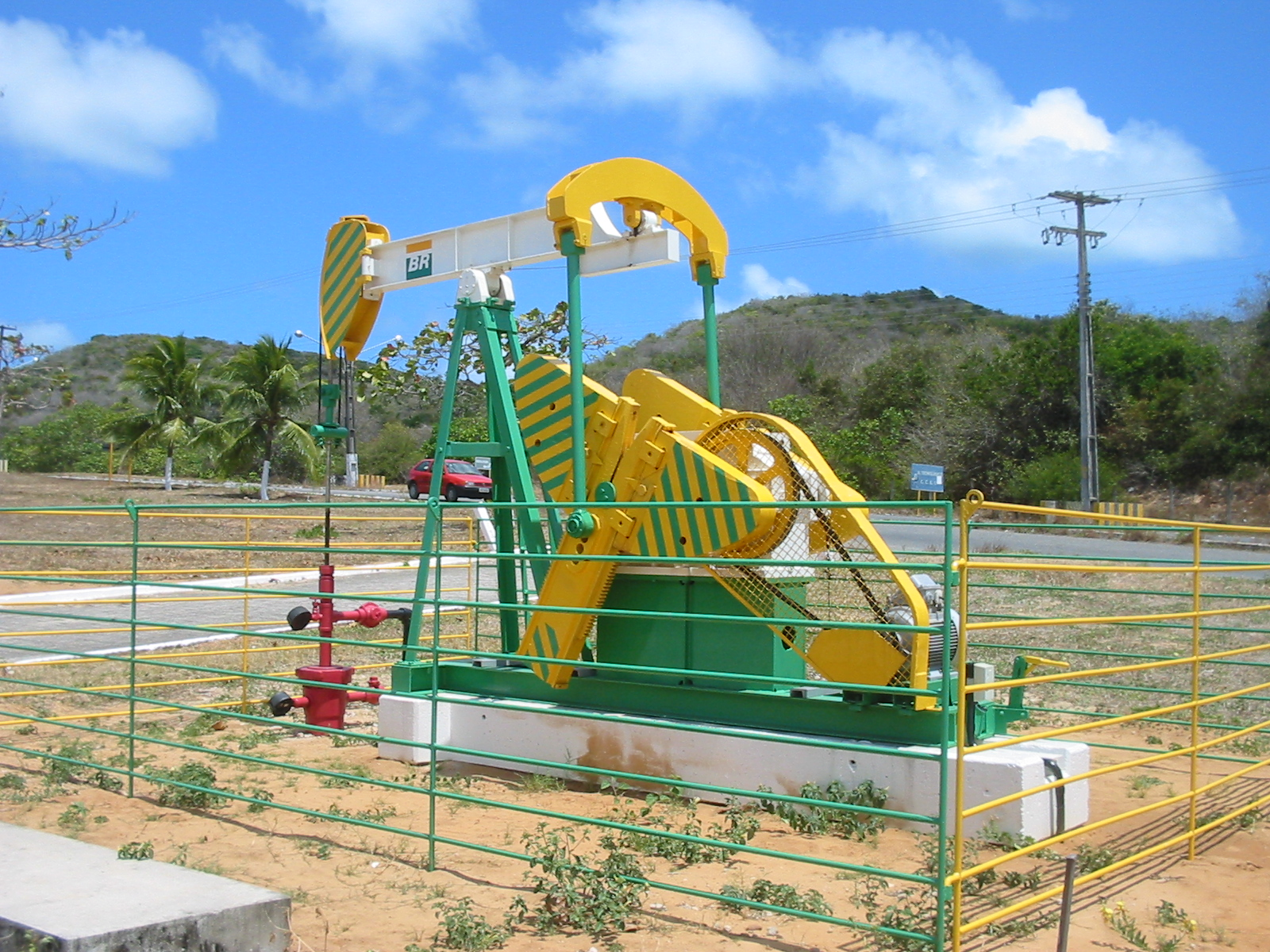
Pompe d'un puits pétrolier présentée sur un campus universitaire du Natal (Brésil).

L'industrie pétrolière traite de la chaîne industrielle du pétrole et du gaz de pétrole, du gisement jusqu'au consommateur.

## Prospection
Pour avoir du pétrole, il faut d'abord prospecter, c’est-à-dire rechercher les endroits où la nature du sous-sol permet de « piéger » l'or noir.
Sans obéir à des lois physiques bien précises, l'existence de gisements de pétrole dans un endroit est fonction de deux critères élémentaires :
- les hydrocarbures (pétrole) doivent s'être formés dans des terrains propices que l'on qualifie de roche-mère ; ces terrains correspondent nécessairement à certains sédiments contenant des matières organiques dont l'évolution physico-chimique conduit à la formation des hydrocarbures ;
- leur maturation se fait sur des périodes extrêmement longues (des millions d'années), les conditions de formation de ces hydrocarbures ayant existé à plusieurs époques de l'évolution du globe terrestre.

Cependant, certaines époques géologiques ont donné lieu, dans certaines zones, à des productions de matières organiques plus abondantes, et finalement, à des évolutions physico-chimiques plus élaborées que dans d'autres secteurs ; la répartition des hydrocarbures dans les bassins sédimentaires est donc très hétérogène.
- Pour qu'il y ait ensuite gisement de pétrole, il faut que les hydrocarbures aient été, après leur formation, migrés, puis « piégés » dans des « réservoirs ».

On appelle « réservoir » un espace étanche en haut, bordé par de l'argile ou par des roches imperméables, plus ou moins grand dans lequel il y a une roche poreuse. Cette roche est imprégnée de gaz et/ou de liquide (pétrole) et/ou d'eau.
Formés en milieux marins dans la plupart des cas, les hydrocarbures sont toujours contenus dans des roches-mères imprégnées d'eau; d'où une pression hydrostatique les refoulant vers le haut (les hydrocarbures sont plus légers que l'eau). Si au cours de cette migration vers le haut, ces hydrocarbures rencontrent, sur le chemin, une zone de roches imperméables, leur migration s'en trouvera stoppée. Un gisement de pétrole est donc constitué d'un réservoir à toit imperméable.
La qualité du réservoir est caractérisée par sa porosité (plus la roche est poreuse, plus le volume du fluide contenu est grand) et sa perméabilité (capacité des fluides à se déplacer dans la roche).
La prospection de pétrole consiste à étudier la géologie pétrolière ; cette dernière est l'ensemble des techniques permettant de prévoir l'emplacement des gisements pétrolifères ; elle se devise en deux branches :
- l'étude géologique proprement dite, s'intéressant à la formation des gisements et autres caractéristiques des roches en tant que réservoirs (ou couvertures) ;
- l'étude des structures internes tendant à définir l'existence des « pièges » à partir des méthodes de surface ; c'est la géophysique que pratiquent des équipes parcourant les terrains à prospecter (à explorer) et dessinant des cartes structurales. Les moyens les plus sophistiqués sont mis en œuvre, la prospection étant affinée par un maillage sismique.

Ce maillage sismique consiste à obtenir des informations précises sur la profondeur et la disposition des formations pétrolifères à l'aide de mesures soit par réflexion soit par réfraction d'ondes de choc émises.
Sur terre, la génération des ondes se fait soit à l'aide d'explosifs, soit avec des camions vibrateurs. Les données sont enregistrées à l'aide de sismographes.
En mer, un bateau remorque un dispositif de génération des ondes à air comprimé (canon) ainsi qu'un réseau de capteurs de pression (hydrophones) répartis en lignes (streamers) pouvant atteindre 10 km de long. Il s'agit de la sismique marine. En mer, cette technique acoustique est complétée par une technique électromagnétique qui permet de déceler la présence ou non d'hydrocarbures dans le piège.
L'ensemble des techniques ci-dessus aboutit au « prospect », c’est-à-dire au gisement « putatif » qu'il faut finalement vérifier sur le terrain par forage.
Géophysique : composition des terrains, utilisation de la sismique et des explosions contrôlées, échantillonnage par carottage

## Forage

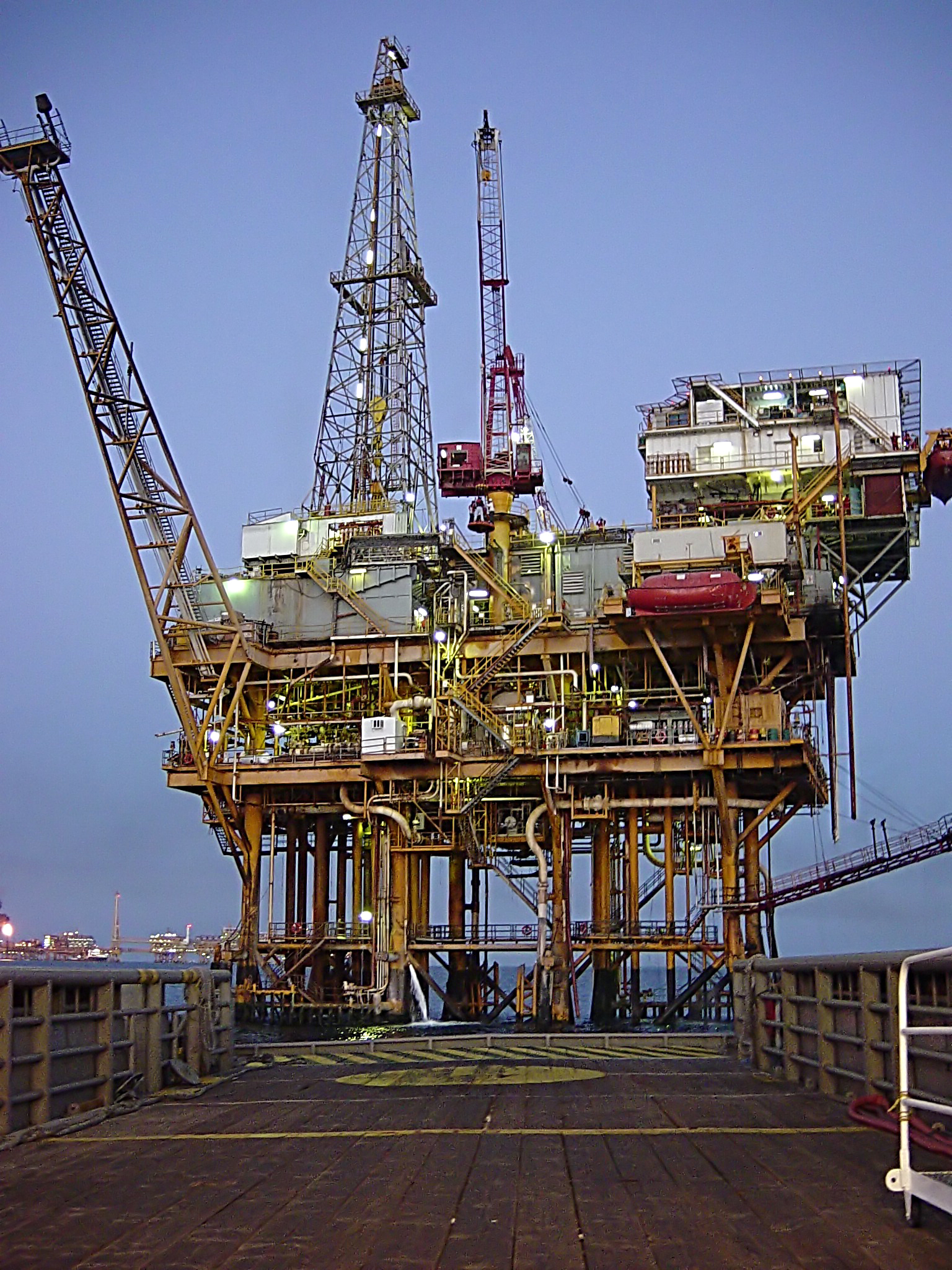
Une plate-forme offshore.

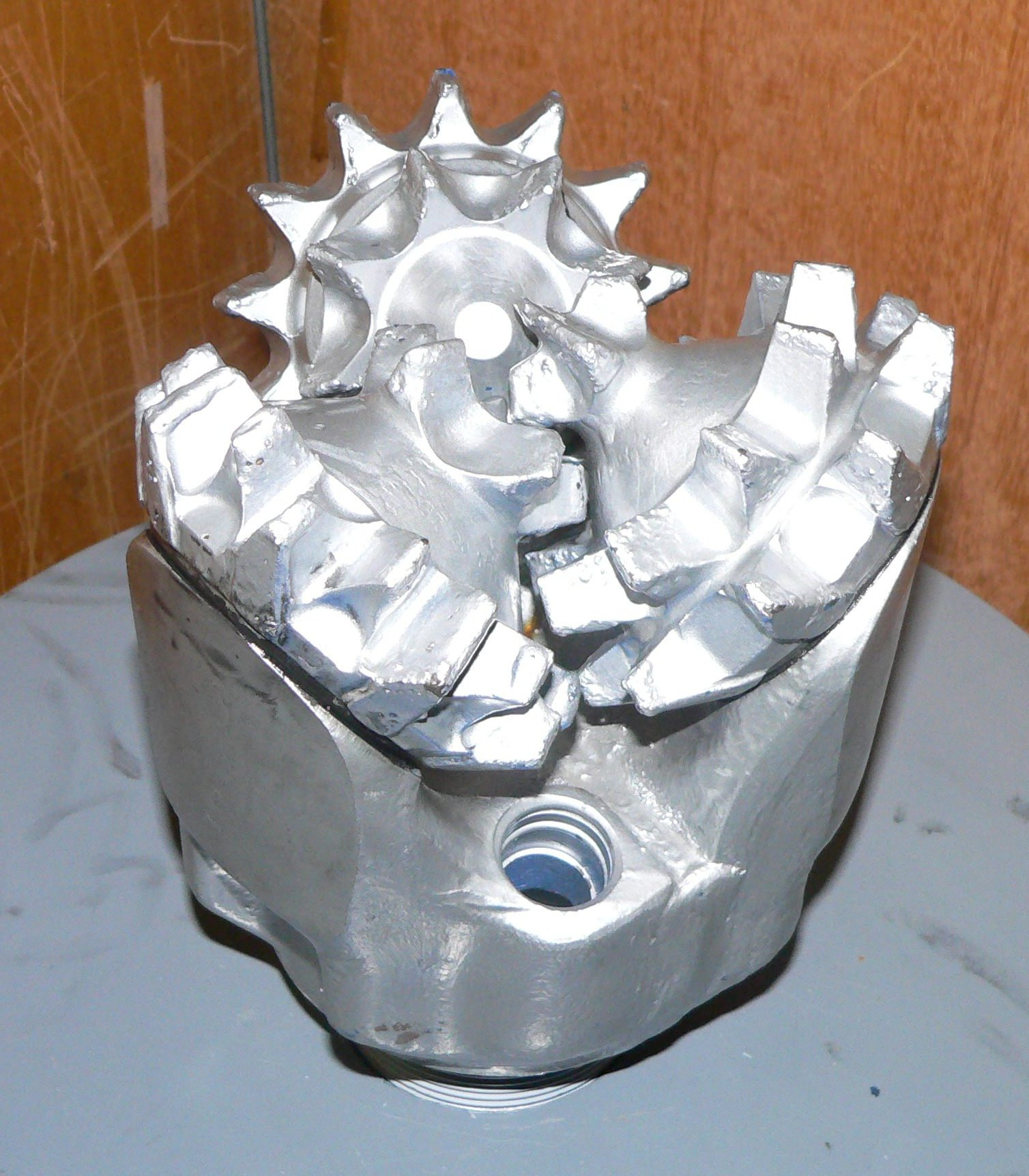
Tête de forage.

Le forage est la clé de toute prospection pétrolière. Cette étape représente le principal et l'essentiel du coût total d'une installation(environ les 2/3). Ce coût dépend bien entendu de la localisation et de la profondeur du terrain. L'exploration offshore (en mer) coûte bien plus (plusieurs fois) que la prospection sur la terre ferme.
Malgré les progrès des méthodes d'explorations géologiques, la découverte, surtout de gros gisements, reste un événement rare. Dans le monde, on compte en moyenne une découverte pour dix forages effectués ; mais il faut cent forages pour découvrir un gisement de dix millions de tonnes par an.
En matière d'exploration, l'économie est dominée par l'aspect aléatoire de la découverte qui exige d'établir au préalable des relations de choix sous forme probabiliste. Les techniques économiques à appliquer sont au demeurant fort simples, une fois cette « probabilisation » des « données » comprise et acceptée.
L'extraction du pétrole nécessite un puits de pétrole ; étant composé d'un appareil de forage, il est constitué d'un mât (mast en anglais) ou une tour de forage (derrick en anglais) servant à descendre le train de tiges de forage, au bout desquelles se trouve un outil de forage (bit en anglais). Le train de tiges de forage est constitué d'un ensemble de tubes vissés les uns au bout des autres, au fur et à mesure de sa descente au fond du puits. Le trépan découpe la roche au fond du puits, à la tête du forage. Un fluide, la « boue » (mud en anglais), mélange à base d'eau, d'argile (bentonite), de polymères, et d'autres produits généralement neutres à l'environnement, est injecté dans le puits par l'intérieur des tiges, remonte dans l'espace annulaire entre bord du trou et des tiges pour contenir les bords du puits et remonter les déblais de forage (cuttings en anglais). D'autres outils sont également disponibles utilisant des fraises garnies de dents en diamant synthétique. Composition du train de forage conventionnel (drilling string) : dans l'ordre de descente à l'avancement dans le puits : outil de forage + masse tiges (drill collars) + tiges lourdes (heavy pipes) + tiges de forages (drilling pipes) connecté au jour, soit à une tête de rotation (powered swivel), soit à une tête d'injection (swivel) qui justifie l'utilisation d'une tige carrée de rotation (kelly) entrainée par une table de rotation (rotary table) posée sur la plateforme de forage.
Un forage peut se situer à terre (onshore) ou mer (offshore), il se trouve alors sur une plate-forme pétrolière (voir l'article spécifique sur la conception, la construction, l'acheminement, le montage et la mise en exploitation des plates-formes).
En principe, l'exploration-production en mer n'introduit pas de différences fondamentales avec les opérations terrestres. Pourtant, si la facilité du mouvement rend la « sismique marine » très bon marché, le forage au contraire, qu'il soit opéré à l'aide des bateaux, de plates-formes fixes ou mobiles, coûte plusieurs fois (3 à 4 fois) le prix du plus cher des forages à terre.
Même si l'on veut ignorer le problème pécuniaire, le forage en eau profonde se heurte aux limites actuelles de la technique qui grâce à l'invention des robots peut faire des progrès dans le futur.
Les techniques modernes de forages permettent de forer en déviation à partir d'un seul point, cela limite les dimensions des installations de surface en concentrant les puits (limite la déforestation ou la taille des plates-formes offshore). Les puits peuvent simplement être déviés ou réellement horizontaux voire en U (U-shape). Optimisant ainsi la surface d'échange entre le puits et la roche réservoir, les puits horizontaux peuvent avoir des productivités cinq à dix fois supérieures aux puits verticaux.

Tout forage se fait en plusieurs étapes.
Un premier trou de large diamètre 30" (~76 cm) depuis la surface jusqu'à quelques dizaines de mètres pour stabiliser le sol de départ, ce premier trou sera consolidé par un tubage (casing) de 26" et cimenté pour assurer la cohésion entre le terrain et le tube (tubage conducteur). Ce tube servira de guide pour le trépan suivant de diamètre 20" (~50 cm), qui ira plus profond, sera à son tour tubé puis cimenté (tube de surface). Suivant la profondeur à atteindre jusqu'à cinq trous de diamètres de plus en plus petits peuvent être forés. Cette technique permet d'isoler les zones et donc se prévenir toute contamination, par les nappes phréatiques de surface par exemple. Souvent, le dernier trou est foré en diamètre 8,5" (~21 cm), mais peut aussi être plus petit. Pour évaluer le potentiel du forage, les déblais de forage sont analysés en continu.
Dans ce trou, non encore tubé, des outils sont descendus au bout de câbles électriques, pour permettre d'évaluer les possibilités des roches rencontrées : cela s'appelle des diagraphies électriques (wireline logging). Les informations recueillies permettent :
- de recaler les données sismiques (en temps) par rapport à des données de profondeur (en mètres) ;
- d'évaluer la hauteur de zone productive ;
- d'évaluer sa porosité.

Il est aussi possible de prendre des carottes de terrain lors du forage par un trépan spécial. Cette possibilité existe aussi au bout du câble électrique pour des carottes latérales, ou grâce à des outils spéciaux pour récupérer du fluide là où on le veut. Si le puits est considéré comme valable pour la production, il reçoit un dernier tubage, dans notre cas 7" (18~cm) cimenté sur place. Puis on descend au bout du câble électrique un canon contenant des explosifs sur le principe de la charge creuse en face de la zone de production prévue et l'on perfore le tubage et le ciment pour mettre en relation la roche-mère et le puits.
Voir aussi :
- technicien des fluides de forage (boueux) ;
- technicien de surveillance de forages (Mud logger) ;
- Schlumberger (« wireline logging company »).

## Extraction

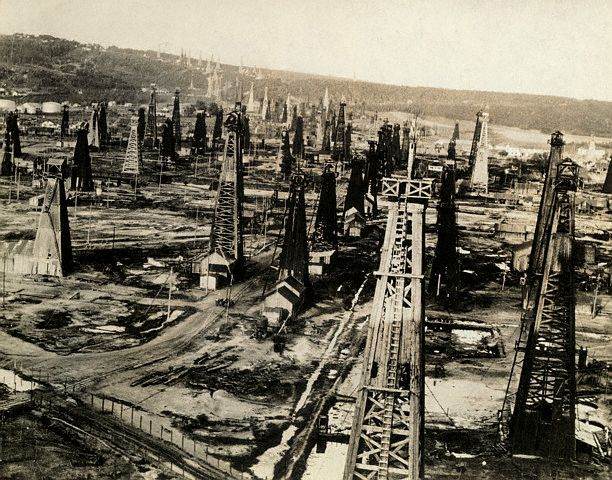
Groupe de puits de pétrole en Roumanie au début du XX.

### Récupération primaire
Un gisement pétrolier est en équilibre à la pression de fond, qui peut atteindre plusieurs centaines de bars ; au début de la vie du puits, le pétrole parvient spontanément à la surface, propulsé par plusieurs facteurs qui peuvent éventuellement se cumuler, mais qui faiblissent rapidement ; cette période est appelée « récupération primaire », et ne permet d'obtenir, selon les cas, que 5 à 40 % du pétrole en place. Un puits en cours de récupération primaire ne nécessite plus aucun équipement de surface, si ce n'est le fameux « arbre de Noël », ensemble de vannes surmontant le puits, et permettant essentiellement de fermer le puits en surface, ainsi que le séparateur (voir ci-dessous) et la torchère si nécessaire. Les autres modes de récupération, secondaire et tertiaire, sont appelés « récupération assistée ».

### Traitement des fluides
Les fluides qui parviennent en surface comportent fréquemment, en plus du pétrole :
- de l'eau, qu'il s'agisse d'eau de gisement, ou d'eau injectée (eau produite, voir ci-dessous) ;
- du gaz.

Ces deux composants doivent être séparés du pétrole, par passage dans un séparateur ; selon la taille du puits et les composants de la phase gazeuse, il peut être utile d'y adjoindre une installation de traitement de gaz, permettant une séparation plus fine des différents hydrocarbures présents, du CO2 et de l'H2S le cas échéant. L'eau peut être perdue, ou réinjectée dans le puits ; le gaz, s'il est en trop petite quantité, est brûlé sur place (« torché »). Cette dernière pratique est de plus en plus critiquée à cause de l'effet de serre consécutif, et les compagnies pétrolières font des efforts pour la limiter,.

### Récupération secondaire
Au-delà de cette période, le puits ne produit plus suffisamment, et on met en œuvre des techniques permettant de réaugmenter la pression de fond pour continuer l'exploitation ; ceci exige l'installation d'équipements complémentaires :
- pompe immergée en fond de puits, c'est l'image classique des chevalets de pompage (« têtes de cheval »), voir schéma ci-contre
- injection d'eau : cette technique est de plus en plus courante ; elle nécessite une compréhension précise de la physionomie du gisement, et de l'eau disponible en grandes quantités ; cette technique est évidemment fréquemment employée dans l'exploitation en mer.
- injection du gaz de formation : il est fréquent que le pétrole soit produit en association avec du gaz ; ce dernier, en trop petite quantité pour être vendu, est alors brûlé à la torche. Cette pratique est de plus en plus critiquée, et le gaz peut être réinjecté dans le gisement pour maintenir la pression et continuer l'exploitation.
- injection de CO2, d'azote : à partir d'une source à proximité, on injecte l'un de ces gaz dans le gisement, de la même manière que ci-dessus ; cette méthode implique de séparer le gaz miscible quand il parvient en surface, pour le réinjecter. L'azote est généralement obtenu par séparation cryogénique ; ce gaz a l'avantage d'être pratiquement inerte, donc non corrosif pour l'équipement d'exploitation. Le CO2 peut être d'origine naturelle, ou venir d'une installation industrielle, ce qui permet de procéder à de l'enfouissement de CO2 par la même occasion. Il est généralement gratuit, mais corrosif.

Ces méthodes sont employées couramment sur les gisements suffisamment importants ; elles permettent d'atteindre un taux de récupération de l'ordre de 25 % à 35 % du pétrole en place.

### Récupération tertiaire
La « récupération tertiaire » désigne un ensemble de techniques visant notamment à diminuer la viscosité du fluide de formation, ou à améliorer la diffusion à l'intérieur du gisement. La mise en œuvre de l'une ou l'autre méthode dépend des caractéristiques du gisement, mais également des ressources disponibles localement. On peut citer :
- Injection de dioxyde de carbone : cette technique emploie du CO2 comme ci-dessus, mais l'injection se fait dans la phase liquide de la formation ; le CO2, en se mélangeant avec le liquide, diminue sa viscosité, et améliore son écoulement vers le puits de production ; on peut également employer de l'azote ;
- injection de vapeur : le gaz produit en même temps que le pétrole est brûlé en surface, et les produits de la combustion sont injectés dans la formation ;
- injection de surfactants : elle permet de mieux balayer l'ensemble du gisement, mais est limitée par l'existence de chemins préférentiels[5] ;
- injection de gaz non-miscibles.

Ces méthodes peuvent être utilisées séparément, successivement ou simultanément.
Signalons également d'autres méthodes qui, employées ponctuellement et éventuellement conjointement, contribuent à améliorer le taux de récupération :
- fracturation hydraulique[7], acidification[8] ;
- nettoyage du sable s'accumulant peu à peu à proximité du tubing ;
- forage horizontal dans le gisement.

### Ressources et réserves
La ressource est définie comme la quantité de pétrole totale présente dans les gisements ; les réserves désignent la quantité de pétrole récupérable. Pour un gisement donné, cette dernière valeur peut évoluer, au fur et à mesure d'une meilleure connaissance du gisement, et de l'éventuelle application de méthodes plus performantes. En revanche, la ressource totale ne peut varier.
Près de 40 % des réserves sont exploitées de manière primaire par simple pompage, moins de 60 % sont exploitées en injectant de l'eau ou du gaz, et seulement 2 % utilisent des méthodes de récupération tertiaire. Les taux de récupération varient ainsi de moins de 10 % à plus de 70 %. Le taux moyen mondial de récupération des gisements actuellement en production est estimé à 35 %.

## Distribution

### Transport
Une fois découvert, collecté, traité et stocké dans les terminaux de chargement, le brut doit être transporté par un moyen quelconque vers les lieux de consommation.
Si le gisement se trouve au fin fond des continents, il est indispensable d'acheminer le brut vers un terminal de chargement maritime. D'une manière générale, les lieux de production sont presque toujours éloignés des lieux de raffinage et de consommation. Par exemple le Golfe Persique (lieu de production) est bien loin de l'Amérique, de l'Europe et de l'Asie (lieux de consommation). Le transport sur une longue distance se fait de deux manières :
- soit par oléoduc, ;
- soit par voie maritime.

Ceci est valable aussi bien pour le pétrole lui-même que pour les produits pétroliers (naphta, essence, kérosène, gazole). En ce qui concerne le gaz méthane (ou gaz naturel, il existe des navires-citernes particuliers appelés méthaniers sur lesquels on trouve des compartiments sous pression). Le méthane gaz est passé par une station de compression où l'on le comprime et par détente on abaisse sa température et le rend liquide. On pompe ensuite le méthane liquide à très basse température sur le méthanier pour le transporter du lieu de production vers les lieux de consommation.

#### Par oléoduc

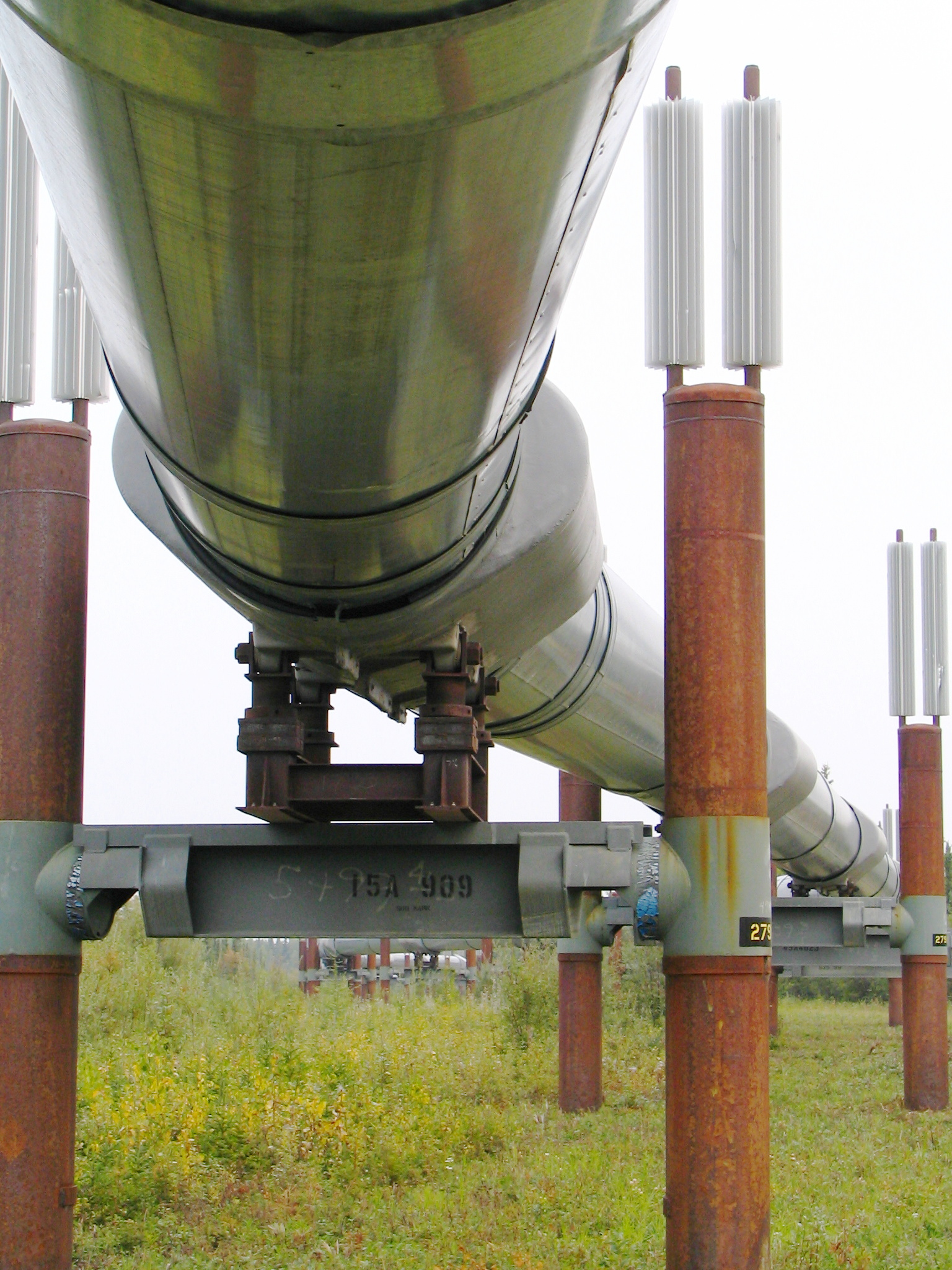
L'oléoduc trans-Alaska.

Pour ce faire, on a recouru le plus souvent à un réseau d'oléoducs (ou de gazoducs si c'est un gisement de gaz) allant du lieu de production jusqu'au terminal maritime de chargement. La construction d'un tel réseau nécessite de grands moyens financiers, parfois des négociations de longue haleine entre les compagnies pétrolières et les États si l'oléoduc doit traverser un ou plusieurs États avant d'aboutir au terminal maritime.
À l'heure actuelle, il existe de nombreux oléoducs et de gazoducs dans le monde entier et principalement en Russie (premier réseau au monde), aux États-Unis, au Canada et en Europe, et au Moyen-Orient.

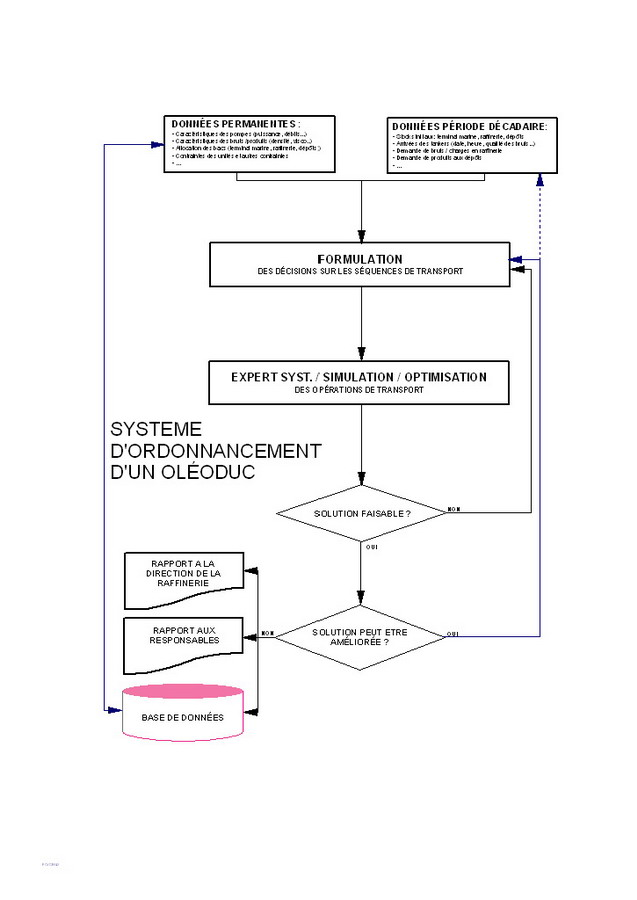
Système d'ordonnancement télécommandé par ordinateur d'un oléoduc.

Pour ce faire, au départ le fluide est passé par une station de compression qui comprime et élève la pression à un certain niveau. Il est ensuite envoyé dans l'oléoduc pour être acheminé vers la destination. Mais, en cours de route, par friction interne entre la paroi du tuyau et le fluide, la pression diminue et le pétrole n'avance plus dans l'oléoduc. Cette diminution de pression s'appelle la perte de charge. Aussi l'oléoduc est toujours équipé de stations de pompage relais qui sont des stations de compression afin de maintenir une pression constante dans le tuyau tout au long de l'oléoduc, plus ou moins nombreuses selon la configuration du terrain traversé (montagne, vallée ou plaine) pour maintenir une pression assez élevée afin de pouvoir écouler le brut à un débit raisonnable. Le transport par oléoduc se fait par tranche ou cycle. En effet, il est fortement déconseillé de mélanger un brut HTS (haute teneur en soufre) avec un brut BTS (basse teneur en soufre), ou bien un brut léger à un brut lourd car ceux-ci n'ont pas le même prix à l'achat et à la revente. Il en est de même pour les produits.
La puissance de pompage mise en jeu est donc fonction du profil du terrain traversé, et également de la densité, du point d'écoulement (température à laquelle un produit liquide s'écoule normalement) et de la viscosité du brut (ou du produit) transporté.
Ces considérations sont également valables pour un gazoduc qui transporte du gaz depuis le gisement, soit directement vers les lieux de consommation, soit vers les terminaux maritimes où des équipements spéciaux permettent de liquéfier le gaz avant son transport sur des « méthaniers ». Mais dans le cas du gaz, seule la perte de charge doit être considérée.
À ce propos, le plus grand gisement de gaz du monde entier découvert en Iran par Total, le gisement de « South Pars » contient uniquement du gaz et des condensats. Ce gisement s'étend sur des centaines de kilomètres carrés au Sud de l'Iran et exploité commercialement à l'heure actuelle.
Pour le gazoduc comme pour l'oléoduc, sauf dans les régions désertiques où le risque est minimal, il faut également enterrer les tuyaux d'une assez grande profondeur pour permettre le cas échéant, l'exploitation des terres agricoles en surface, mais aussi pour éviter la tentation de vol et de détournement du brut. L'explosion récente d'un oléoduc de produits pétroliers en Afrique est le témoin de tels faits.
Le transport par oléoduc est également utilisé pour transporter, soit des produits pétroliers du terminal maritime vers les lieux de consommation (par exemple l'oléoduc Le Havre-Grandpuits en passant par Aubervilliers près de Paris, le PLIF (pipeline de l'Île-de-France)), soit pour acheminer les bruts depuis le terminal maritime jusqu'aux raffineries intérieures.
C'est le cas du SPLSE (pipeline du Sud Européen) qui transporte depuis plusieurs dizaines d'années les différents bruts venant du Moyen-Orient et d'Afrique pour alimenter les raffineries de France, de Suisse et d'Allemagne (11 raffineries au total). Il en est de même pour le pipeline Méditerranée-Rhône (SPMR) qui remonte la vallée du Rhône jusqu'à Lyon pour se terminer à Genève en passant par Grenoble et Annecy.
Pour les oléoducs de produits finis aussi bien que pour ceux transportant des bruts, il existe des séquences de transport qu'il faut respecter pour éviter au maximum la pollution (mélange entre les bons et les moins bons produits, entre les bruts légers et lourds, les moins sulfureux et les plus sulfureux). Le débit doit être calculé de manière adéquate pour avoir le minimum de produits pollués (appelés « contaminats ») à retraiter.
Il existe également des réservoirs de « contaminats » aux terminaux des oléoducs. Ces contaminats, dans certains cas, sont réinjectés à des doses suffisamment faibles dans le brut (ou dans le produit) afin de ne pas modifier et altérer les caractéristiques propres au brut (ou au produit).
D'une manière générale, la séquence va du brut (ou du produit) le plus léger au brut (ou au produit) le plus lourd ou vice versa et nécessite une coordination rigoureuse entre le gestionnaire de l'oléoduc et ceux de la production (ou du terminal maritime) et du lieu de réception. La même règle doit être observée pour les bruts peu sulfureux et très sulfureux.
Par exemple, on envoie d'abord dans l'oléoduc pour produits de l'essence ordinaire sans plomb, ensuite du super sans plomb, ensuite du « jet fuel » (kérosène), du gazole puis du fioul, etc.
L'exploitation d'un oléoduc ne nécessite pas beaucoup de main d'œuvre car tout le réseau est automatisé.
Avec l'écoulement des fluides et la quantité plus ou moins grande de soufre contenu, les tuyaux, les vannes, les stations de recompression sont constamment érodés par le débit et corrodés par les produits sulfurés, il est donc nécessaire de l'entretenir. Pour éviter les actions de corrosion et d'érosion des tuyaux, on fait appel à des revêtements isolants et en utilisant la protection cathodique.
On estime, à l'heure actuelle que, les réseaux d'oléoducs et de gazoducs du monde entier représentent une longueur totale allant de 500 000 à 600 000 km.
En résumé, le transport des bruts (ou des produits) par oléoduc est le moins onéreux car :
- l'oléoduc fonctionne 24 heures sur 24 ;
- il ne consomme que l'énergie pour transporter le brut (ou le produit) ;
- la fiabilité est au maximum ;
- les frais opératoires et d'entretien sont pratiquement négligeables.

Les oléoducs sont également le moyen de transport du pétrole le plus sécuritaire. Ainsi, une étude a révélé un taux d’incidence de seulement 0,58 incident par milliard de tonnes-milles. Chaque année au Canada, plus de 99,99 pour cent du pétrole transporté par oléoduc sous réglementation fédérale arrive à destination sans incident.
Le tracé de l'oléoduc dépend de plusieurs facteurs tels que la configuration du terrain, l'aspect économique et/ou politique du tracé.
On peut aussi utiliser un oléoduc dans les deux sens, à l'aller et au retour. Dans le cas du pompage au retour, on dit qu'il y a rétro-pompage. L'oléoduc Grandpuits-Le Havre transporte du brut depuis Le Havre pour alimenter la raffinerie de Grandpuits. Celui-ci peut être utilisé en « rétro-pompage ». Il existe, de par le monde, une quantité assez grande d'oléoducs de toutes les tailles et de toutes les longueurs : États-Unis, Canada, Venezuela, Europe, Russie, Chine, etc.
Comme oléoducs de produits, on peut citer par exemple :
- le LHP qui alimente les aéroports de Paris à partir des raffineries du Havre ;
- le Donges-Metz qui se connecte au pipeline de l'OTAN ;
- et les pipelines de l'OTAN qui transportent les produits des raffineries de Dunkerque ou de Lavéra (près de Marseille) vers l'Allemagne.

#### Par voie maritime

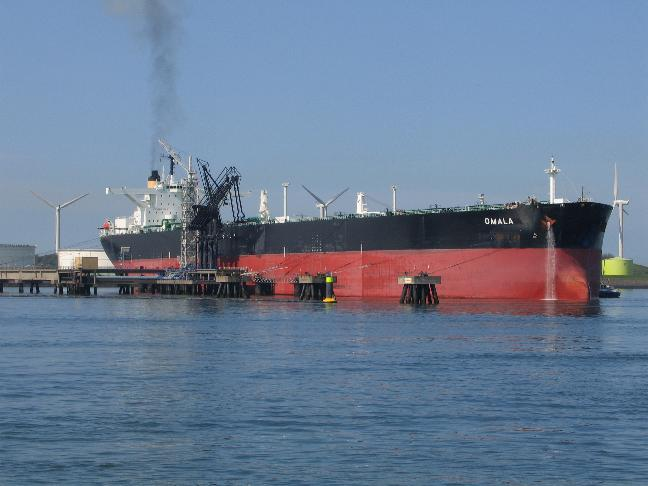
Un superpétrolier dans le port de Rotterdam.

Un deuxième moyen de transport du brut est celui du transport maritime. L'augmentation constante de la consommation dans les pays industrialisés nécessite le développement en parallèle de la flotte des pétroliers pour le transport du brut (et des produits) afin de satisfaire la demande de consommation. Le transport du gaz par méthanier est spécifique à ce produit et n'entre pas dans le cadre de cet article.
Ce besoin exige un effort particulier de la part des compagnies pétrolières et des transporteurs indépendants. En effet, la construction d'un pétrolier, surtout de grande taille coûte 100 à 125 millions de dollars (330 000 tonnes). Dans un passé récent, avant que le Canal de Suez soit rouvert au passage des bateaux, on a construit même des pétroliers de 550 000 tonnes afin de réduire le coût de transport vers l'Europe via le Cap (de Bonne Espérance).
Une société pétrolière utilise, soit ses propres navires (on parle de « flotte intégrée » ou « flotte organique »), soit affrète des navires appartenant à des tiers. Si elle est la propriétaire du navire on dit qu'elle est l'armateur et si elle loue ce navire à des tiers on dit qu'elle est l'affréteur.
L'affréteur obtient de l'armateur que celui-ci transporte sur un de ses navires une cargaison de brut (ou autres produits) pour un certain voyage (on dit affrètement au voyage isolé ou « spot ») ou pour une suite de voyages consécutifs (affrètement en voyages consécutifs) ou bien encore que l'armateur met, un navire déterminé à la disposition de l'affréteur pendant un certain temps. Cette dernière mode de location s'appelle affrètement à temps.
Comme il a été dit, un armateur est en principe le propriétaire du navire, seulement l'armateur n'est pas toujours le vrai propriétaire. En effet, ce dernier peut très bien louer en « coque nue » à un armateur qui se charge d'armer en personnel, d'entretenir, de réparer et d'assurer le navire.
C'est le cas par exemple, d'un groupe financier qui fait construire un bateau et le confie à une société d'armement qui « l'arme » et l'exploite commercialement, les fonctions de propriétaire et d'armateur sont alors nettement dissociées.
Un navire est déterminé par son port en lourd, pratiquement toujours exprimé en tonne anglaise, le « deadweight » (ou dwt, ; en français port en lourd ou tpl) où 1 tonne en lourd est égale à 1 000 t métriques. C'est le poids total qu'un navire peut transporter tout en restant dans les « lignes d'eau » autorisées par les règlements internationaux de sécurité. Ce n'est qu'une indication approchée de la capacité utile du navire, en effet, pour définir la vraie capacité du navire, il faut également prendre en considération les notions de jauge brute et de jauge nette.
Un navire, selon que son propriétaire est correct ou non correct, est enregistré dans un pays de complaisance (on dit « sous pavillon de complaisance ») ou pas. Dans le premier cas, le coût de cet enregistrement pour le propriétaire est faible, les règlements du pays sont favorables au propriétaire du navire mais beaucoup de règles sont outrepassées, le pétrolier peut être mal entretenu, l'équipage peut avoir peu d'expérience ou pas du tout d'expérience en matière de navigation et les droits sociaux de l'équipage sont royalement ignorés.
Dans le cas contraire où le pétrolier est régulièrement enregistré dans un pays disons normal, le coût de l'enregistrement est plus élevé, mais on a la garantie que le pétrolier est en bon état de navigation, un équipage expérimenté et avec des contrôles stricts et réguliers.
D'une manière générale, avant d'affréter un pétrolier, l'affréteur examine la liste des bateaux disponibles sur le marché, la taille de ces bateaux, leur navigabilité, etc., ainsi que le coût demandé. C'est une bourse dans laquelle les critères de l'offre et de la demande sont les principaux critères. Mais souvent, comme les montants des factures mis en jeu sont énormes (souvent des millions de dollars par voyage), certains critères essentiels sont ignorés, ce qui provoque des accidents et des pollutions énormes dont le passé récent peut témoigner.
La taille des pétroliers peut aller depuis 3 000 tonnes en lourd (tpl) jusqu'à 550 000 t. Mais cette taille est limitée pour des questions de tirant d'eau et de largeur pour la traversée du canal de Panama (80 000 t environ) et du canal de Suez (150 000 t environ à pleine charge).
Le contrat qui définit les obligations réciproques de l'armateur et de l'affréteur s'appelle un contrat d'affrètement, matérialisé par une charte-partie. Il existe deux sortes de « charte-partie » :
- le time-charter met le navire à la disposition de l'affréteur qui en assure la gestion commerciale; quand le navire est affrété de cette façon, les conséquences de pertes de temps (c'est un facteur très important dans le transport car il est très coûteux), notamment aux escales, sont supportées intégralement par l'affréteur car la location du navire est basée sur un forfait mensuel. Dans ce cas, l'affréteur paie également les soutes (combustibles) et les frais de port ;
- le voyage-charter est un affrètement au voyage et l'affréteur paie seulement un fret fixé à la tonne transportée. Ici si les escales de chargement et de déchargement prennent plus de temps que prévu dans le contrat (appelé « temps de planche »), il paie en plus du fret des indemnités appelées « surestaries ».

Le coût du transport maritime (coût de fret) est défini internationalement par des barèmes qu'on appelle échelle Worldscale (ou taux Worldscale - WSC). Il est établi conjointement par les deux plus grandes associations mondiales de courtiers d'affrètement maritime de Londres et de New York. Dans ce livre, tous les ports, grands ou petits, du monde entier sont répertoriés avec toutes les commodités et les inconvénients de chaque port. En plus, les liaisons, depuis chacun des ports indiqués avec les autres ports du monde, comportent un coût en US dollars.
Ce barème, appelé barème Worldscale, définit, pour chaque année, et pour toutes les relations maritimes possibles et imaginables dans le monde entier, le coût de transport du brut par tonne en lourd, en dollars US, pour chacune de ces relations (y compris des relations comportant deux ports de chargement et/ou de déchargement). Les chiffres figurant dans ce barème sont les prix de revient à la tonne transportée, sur chaque relation, d'un navire standard de caractéristiques bien définies (75 000 tpl se déplaçant à la vitesse de 14,5 nœuds…) et d'autres facteurs tels que les taxes portuaires, les frais de port, et les difficultés d'accès au port.
Ce barème est mis à jour tous les ans pour tenir compte des variations intervenues (prix des soutes, parités monétaires, modifications des frais d'escale, etc.) et reconnu par tous les transporteurs du monde entier. Ce coût est révisable tous les ans et une nouvelle édition parait vers le mois de février de chaque année. Dans le jargon du métier, on dit de ce coût que c'est un coût flat.
Ce coût qu'on appelle le coût « flat » est égal à 100 par convention (ou taux Worldscale 100). Quand le taux « worldscale » d'un pétrolier est à WSC 100 pour une relation donnée (par exemple de Yanbu à Marseille), le coût de transport du brut est indiqué dans ce barème Worldscale.
Quand le « worldscale » est inférieur à 100, par exemple « WSC 60 », le coût de transport est minoré et égal à 60 % du coût indiqué dans le barème et si le WSC est supérieur à 100, celui-ci est majoré (par exemple WSC 180 = 1,8 fois le coût « flat » du barème). Lorsque la demande de transport dépasse l'offre disponible, le taux WS de certaines catégories de navires peut dépasser de deux à trois fois, voire plus, le coût « flat ».
Tous les jours, il existe sur le marché, pour chaque taille de navires et pour chacune des relations principales, des cotations basées sur ces WSC. Comme dans d'autres domaines du commerce, selon l'offre et la demande pour chacune des relations, on observe des « taux WS » plus ou moins élevés. Cette cotation du marché des transports maritimes se fait actuellement par moyens informatiques et les négociations entre armateurs et affréteurs se font en online.
L'organisation des transports de bruts dépend, pour un pétrolier raffineur, de plusieurs paramètres dont la coordination doit être la meilleure possible. En effet, ce transport dépend de la disponibilité des pétroliers, de la demande en produits finis, de la disponibilité des bruts, de celle des capacités de stockage et de traitement en raffinerie. Le pétrolier a toujours intérêt à minimiser la distorsion entre ces facteurs afin de minimiser le coût de chacun de ces facteurs.
En général, le transport du brut est prévu plusieurs mois à l'avance, mais la désignation d'un bateau spécifique se fait seulement quinze jours ou un mois avant le transport proprement dit. En cas d'absence du nom d'un navire spécifiquement désigné, dans le programme de prévision de transport, le gestionnaire remplace le nom du bateau par le sigle « TBN » (« To Be Nominated ») dans le jargon des pétroliers.
Pendant la durée du transport, une cargaison de brut (ou de produit) peut changer plusieurs fois de propriétaires. En effet, selon que le marché est en baisse ou surtout en cas de hausse (crise pétrolière, guerre en vue, terrorisme, conflit ouvert ou non entre les États, ou encore manque momentané d'une certaine qualité de brut sur le marché), les transactions vont bon train entre pétroliers ou entre pétroliers et spéculateurs (qui sont des pétroliers eux-mêmes ou des sociétés indépendantes) pendant tout le trajet du navire. Il arrive très souvent que sa destination, donc la direction de sa route soit modifiée plusieurs fois pendant ce trajet. Les bénéfices retirés par ces transactions sont énormes (un bénéfice de 5 cents US par baril et par intermédiaire peut donner lieu jusqu'à 100 000 dollars de bénéfice par cargaison de brut) pour chacun de ces propriétaires passagers.
Les différentes tailles de bateaux :
- 25 000 tpl (barges) ;
- Entre 50 000 tpl et 550 000 tpl (pétrolier) ;
- 550 000 tpl (super pétrolier).

Le coût réel de transport se négocie entre transporteur et client. Il existe un marché sur le transport du pétrole et des produits pétroliers et ce marché est international. Tous les jours le journal Platt's Oil Gramm publie les prix de transport pour chaque catégorie de pétroliers et les sociétés pétrolières s'en servent pour discuter avec les transporteurs. Selon la catégorie de pétroliers et selon aussi l'équilibre entre l'offre et la demande du moment, le prix Wordscale réel peut être supérieur ou inférieur au taux « Flat » (c’est-à-dire au taux de base indiqué dans le « barème Wordscale »). Il existe également des courtiers qui profitent de la rareté d'une catégorie de pétroliers pour acheter et revendre ensuite des « transports » de pétroliers aux clients pressés ou dans le besoin et tirer des profits substantiels.
Ce qui est vrai pour le transport est encore plus vrai pour les bruts et les produits finis. Il n'est pas rare de voir une cargaison de brut, entre le moment où cette cargaison est en cours de chargement au golfe Persique et le moment où elle arrive à destination, qu'elle change de propriétaire cinq à six fois. La destination elle-même peut être modifiée en cours de route due au changement de propriétaire. Les transactions se font en général par téléphone, télex et courriels ou en ligne et confirmées par fax ou par télex.
Enfin, comme il a été dit plus haut, il peut exister une « flotte organique » dont les bateaux appartiennent à la compagnie pétrolière et des bateaux « sous contrat » loués à plus ou moins long terme par celle-ci. Mais compte tenu des charges financières énormes, des coûts d'équipage, et des risques (pollution entre autres) les compagnies ont tendance à réduire la flotte organique au profit des pétroliers sous contrat.

#### Par d'autres moyens

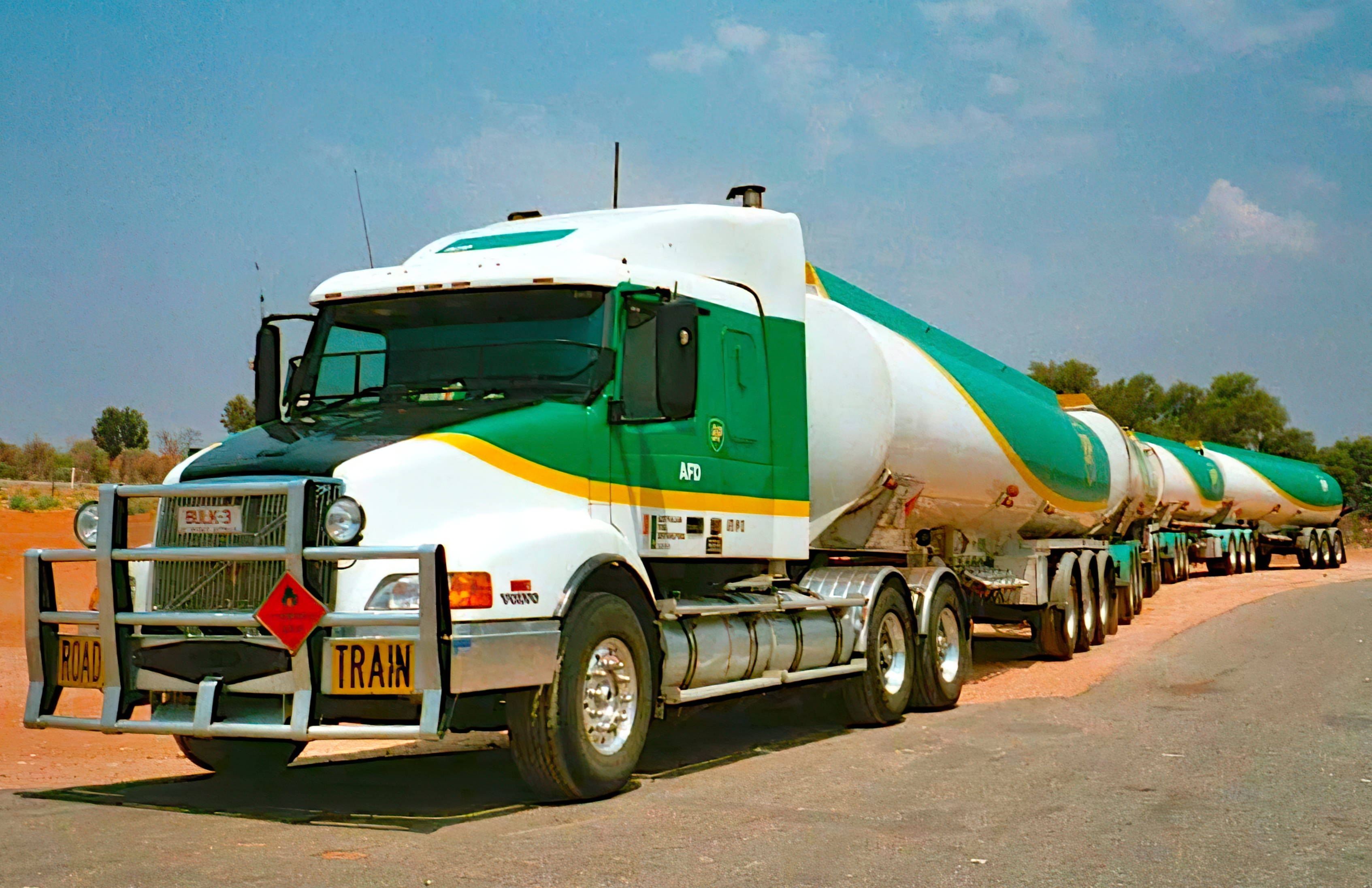
Train routier avec un tracteur et quatre remorques, dont une semi-remorque.

D'autres moyens de transport sont également utilisés pour transporter les bruts et les produits pétroliers intermédiaire ou finis.
C'est le cas du transport fluvial par barges, par voie ferrée ou simplement par camions sur route. Ces moyens de transport sont utilisés soit pour des produits spécifiques, soit sur de courtes distances. Par exemple, pour de petites productions locales de bruts (production de brut en France en Seine-et-Marne ou en Alsace par exemple), on utilise des camions pour acheminer ce brut (vers la raffinerie de Grandpuits par exemple).
Les camions sont également utilisés pour livrer les produits depuis les raffineries vers les dépôts et les stations-service.
Dans certains cas, la production de bruts génère des produits secondaires tels que le soufre. Ce dernier est un sous-produit de certains gisements de gaz et de pétrole (au Moyen-Orient ou au Venezuela par exemple). Ce sous-produit nécessite un transport et un stockage spécifiques.

### Stockage

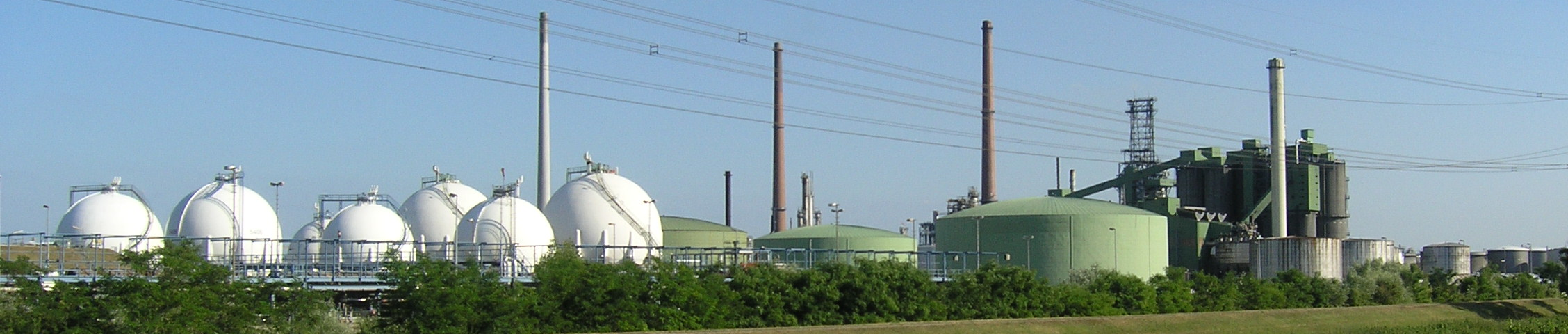
Parc de stockage de la raffinerie MiRO à Karlsruhe, en Allemagne.

Ici on ne peut pas parler de transport sans dire un mot sur le stockage. Il existe des stockages aux terminaux maritimes, mais aussi aux lieux de production des bruts, dans les raffineries et finalement près des lieux de consommation.
Souvent, le stockage représente également des investissements énormes et des coûts d'entretien qui ne sont pas négligeables.
Pour les bruts, on construit des bacs pour brut léger ou lourd, brut sulfureux ou non sulfureux. Les produits sont séparés selon leurs caractéristiques propres (naphta, essence, super, kérosène, gazole, fioul, résidus, les différentes charges, etc.). Selon le cas, les toits des bacs peuvent être fixes ou flottants.
Il existe également, quand la configuration du terrain le permet (existence de poches imperméables dans le sous-sol, gisement de sel par exemple) des stockages souterrains. Ce type de stockage est réservé au brut, au gaz propane, au gazole et au fioul domestique.
Un parc de stockage en raffinerie peut avoir des dizaines voire des centaines de bacs de tailles différentes et de destinations différentes.
En France, le régime de stockage des bruts et des produits pétroliers est soumis à un certain nombre de règles dictées par la loi (Douanes et Administrations diverses).
Les sociétés de distribution choisissent la (ou les) catégorie (s) dans laquelle (ou lesquelles) sont classés leurs dépôts du point de vue douanier dont les principales caractéristiques sont les distinctions entre les catégories d'entrepôts ci-après :
- l'entrepôt réel spécial ;
- l'entrepôt réel spécial forfaitaire ;
- l'entrepôt fictif spécial ;
- l'entrepôt fictif particulier ;
- l'entrepôt fictif simple.

ceci pour montrer que, pour le pétrole tout est régi de manière stricte car ce produit est stratégique et l'enjeu financier est énorme pour tout le monde qui touche cette industrie et surtout pour les états qui peuvent percevoir d'énormes produits fiscaux (en France 85 % du prix de vente d'un litre de carburant est une taxe prélevée par l'État).

## Raffinage

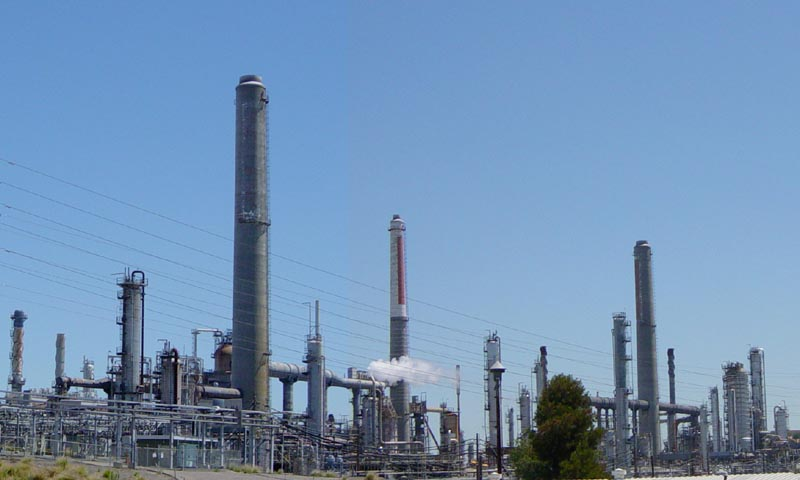
Raffinerie Shell à Martinez, Californie.

Le pétrole brut est traité par plusieurs procédés pour obtenir le maximum de produits légers à forte valorisation. En effet, les produits légers (gaz propane, butane, naphta, essences, kérosène et gazole) se vendent à prix élevé tandis que les fiouls et les résidus sont vendus à bas prix. L'ensemble de ces procédés constituent la technique du raffinage. De vingt-quatre en 1977, le nombre de raffineries est tombé en France à onze aujourd'hui. En 2010, Total a fermé sa raffinerie des Flandres et, en 2011 unité de distillation de la raffinerie de Gonfreville. La même année, Petroplus a quant à lui a annoncé la fermeture de sa raffinerie de Reichstett. Compte tenu des prévisions de baisse de la consommation de produits pétroliers, les pouvoirs publics et les professionnels du secteur estiment qu’à l’horizon 2020-2030, une ou deux raffineries supplémentaires fermeront à défaut d’investissements permettant de renforcer leur compétitivité et d’un rééquilibrage de la demande respective d’essence et de gazole.
Les produits tirés du pétrole le sont par plusieurs techniques de raffinage :
- la distillation atmosphérique ;
- la distillation sous vide ;
- le reformage catalytique ;
- le craquage ;
  - craquage catalytique,
  - hydrocraquage,
  - craquage thermique,
  - craquage à la vapeur ;
- l'isomérisation ;
- la polymérisation ;
- le visbreaking ;
- le traitement mérox ;
- l'hydrotraitement du naphta et du kérosène ;
- l'hydrodésulfuration du gazole.

Le reformage catalytique est une technique qui consiste à transformer, à l'aide d'un catalyseur, les produits naphténiques en produits aromatiques à haut indice d'octane.
L'hydrotraitement et l'hydrodésulfuration sont des techniques permettant d'enlever le soufre contenu dans des produits concernés. En effet le soufre est un produit très corrosif, et pour le soustraire des produits pétroliers, on utilise l'hydrogène qui se combine avec le soufre pour former de l'hydrogène sulfuré (H2S) (produit mortel à très faible dose, de l'ordre de quelque 50 ppm (parties par million)), qu'on élimine ensuite.
Dans le traitement mérox par contre, on n'élimine pas le soufre, mais on le rend complexe sous forme de disulfure, donc le soufre devient inactif et n'est plus corrosif.
Le craquage consiste à « casser » les plus grosses molécules pour en obtenir de plus petites. Le craquage catalytique est une technique qui consiste, à l'aide d'un catalyseur, à casser les grosses molécules d'hydrocarbures afin d'obtenir de petites molécules servant de base aux mélanges des essences utilisées comme carburants.

## Produits
Par ordre de légèreté décroissante, les produits pétroliers sont (liste non exhaustive) :
- les gaz légers (méthane et éthane) qui constituent du gaz combustible utilisé par les raffineries elles-mêmes ;
- du gaz propane ;
- du gaz butane ;
- du naphta ;
- des essences : ordinaire et du super (premium de différents grades) ;
- le kérosène utilisé essentiellement dans la fabrication du Jet A1 pour les avions ;
- le gazole léger servant de base pour le gazole moteur et du fioul domestique ;
- le gazole moyen ;
- le gazole lourd ou fioul lourd de différentes teneurs en soufre (< 0,5 % de soufre, 0,5 % de soufre, 1 % de soufre et > 1 % de soufre) appelé aussi fioul BTS (basse teneur en soufre), fioul MTS (moyenne teneur en soufre) et fioul HTS (haute teneur en soufre) ;
- le fioul combustible utilisé dans la raffinerie ;
- le bitume (un composant de l'asphalte).

C'est par déstructuration et/ou recombinaison des molécules des éléments plus ou moins lourds que l'on obtient certaines matières plastiques à partir du naphta. C'est ainsi que par « craquage à la vapeur » (voir l'article de fond dans : Raffinage du pétrole), on obtient de l'éthylène et du propylène, puis par polymérisation de l'éthylène ou du propylène, on obtient ensuite du polyéthylène ou du polypropylène, matières plastiques utilisées dans tous les domaines.

## Impact environnemental
La production et la combustion du pétrole sont massivement source de nombreux polluants de l'air, de l'eau et des sols, dont les oxydes d'azote, le dioxyde de soufre, les composés organiques volatils et les métaux lourds et métalloïdes toxiques. De manière générale, plus les forages sont profonds (haute-température, haute pression), plus le produits remontés sont riches en composants indésirables et toxiques, radionucléides y compris).
L'Industrie pétrogazière est aussi l'une des principales sources de gaz à effet de serre. Les torchères, les forages (de plus en plus profonds) et leur exploitation ainsi que les fuites de gaz des puits, des installations de raffinage (« 3ème plus grande source d'émissions mondiales de GES venant de sources fixes (…) 34,1 gigatonnes (Gt) au cours de la période 2000-2021 ») sont notamment d'importantes sources de méthane (près de 5 % des émissions mondiales de GES du secteur de l’énergie en 2019), et du transport sont également importantes. Souvent la source d'émission des panaches de méthane intense est bien localisée (moins de 10m de diamètre) et correspond à une anomalie de fonctionnement du processus pétrogazier.
Des études récentes utilisent la télédétection (spectromètres imageurs) par avion ou au sol pour quantifier les panaches de méthane perdu par l'industrie pétro-gazière. Elles montrent que quelques « super-émetteurs » dominent le budget d’émissions (20 à 50 % du budget régional total de l'industrie pétrolière du bassin permien), et que les fuites de méthane (dont accidentelles et rares, mais massives) sont bien plus importantes que celles qui sont déclarées et intégrées dans les bilans officiels ; notamment et par ex. à partir de la Californie, du bassin permien (1er bassin pétrolier de,,.
Par ex. une étude récente a mis à jour les inventaires d'émissions de GES de 6 régions des États-Unis, qui représentant 52 % de la production de pétrole terrestre et 29 % de la production de gaz. Pour cela, les auteurs ont utilisé 1 million de mesures de CH4 dans l'air, faites sur 15 campagnes de mesure, et des simulations de petites émissions. La moyenne pondérée, pour ces territoires, était de 2,95 % de la production perdue dans l'air, soit trois fois l’estimation faite pour l’inventaire par le gouvernement national en 2022 .
Et dans 11 des 15 zones étudiées, moins de 2% des sites pétroliers sont responsable de 50 à 79 % des émissions. Les fuites au niveau du puits ne sont pas seules en cause : « les installations auxiliaires du secteur intermédiaire, y compris les pipelines, contribuent à hauteur de 18 à 57 % des émissions régionales estimées, concentrées de la même manière dans un petit nombre de sources ponctuelles. Ensemble, les émissions quantifiées ici représentent une perte annuelle d’environ 1 milliard de dollars américains en valeur commerciale du gaz et un coût social annuel de 9,3 milliards de dollars américains ».
A minima, les fuites rares mais massives pourraient facilement être détectées (et même télédétectées) et incluses dans l'inventaire officiel des GES de l'industrie et du pays. Mais les grands groupes pétroliers mondiaux dépensent chaque année environ 200 millions de dollars en lobbying pour bloquer les mesures de lutte contre le réchauffement climatique.

## Pic de Hubbert
Le pétrole est une ressource non renouvelable, c'est-à-dire disponible en quantité finie. Au début des années 2020, on constate que son extraction est plus importante que ses quantités découvertes : à terme, l'industrie pétrolière est donc confrontée à une diminution inévitable de la production. La prévisible diminution de la production est à l'origine de la théorie du pic de Hubbert.
Les statistiques de BP Review of World Energy 2007 ont listé les ratios de réserves par rapport à la production pour les ressources prouvées dans le monde. L'étude a placé la durée de vie prévisible des réserves prouvées dans le Moyen-Orient à 79,5 ans ; en Amérique latine à 41,2 ans et en Amérique du Nord à seulement 12 ans.[réf. souhaitée]